# Тисленки
Тисленки — посёлок в Красногорском районе Брянской области России. Входит в состав Лотаковского сельского поселения.

## География
Посёлок находится в западной части Брянской области, в зоне хвойно-широколиственных лесов, в пределах восточной окраины Полесской низменности, к югу от автодороги 15Н-1512, на расстоянии примерно 13 км (по прямой) к северо-западу от посёлка городского типа Красная Гора, административного центра района. Абсолютная высота — 159 м над уровнем моря.

### Климат
Климат характеризуется как умеренно континентальный. Среднегодовая многолетняя температура воздуха составляет 10 °С. Средняя температура воздуха самого тёплого месяца (июля) — 23,9 °C (абсолютный максимум — 32 °C); самого холодного (января) — −3,8 °C (абсолютный минимум — −25 °C). Безморозный период длится в среднем 170—190 дней. Среднегодовое количество атмосферных осадков составляет 550—600 мм.

### Часовой пояс
Посёлок Тисленки, как и вся Брянская область, находится в часовой зоне МСК (московское время). Смещение применяемого времени относительно UTC составляет +3:00.

## История
Упоминается со второй половины XIX века; до 1924 в Лотаковской волости Суражского (с 1921 - Клинцовского) уезда, в 1924-1929 в Заборской волости, с 1929 в Красногорском районе. До 1959 в Ларневском сельсовете; в 1959-1966 в Потаковском, в 1966-2005 в Морозовском сельсовете.

## Население
| 2010 | 2013 |
| ---- | ---- |
| 8    | ↘5   |

### Национальный состав
100 человек (1892), в национальной структуре населения русские составляли 100 % из 24 человек (2002).